# Лекша Мануш
Александар Димитријевитч Белугуин (рус. Aleksandr Dmitrievitch Belouguine; Рига, 2. јул 1942 — Москва, 25. мај 1997) познатији под уметничким именом  Лекша Мануш, био је руски песник и летонски лингвиста.

## Биографија
Александар Белугуин је рођен 2. јула 1942. године у Риги. Као млад радио је у Руској академији наука. Превео је многа дела на ромском језику као на пример Рамајана, индијски еп и најважнија дела Валмикија. Преминуо је 25. маја 1997. године од чира на желуцу и сахрањен је на једном од гробља у близини Москве.

## Цитати
"Amen patǎs, so na meren Rroma,
Andre maśkär ga3enθe na bilǒna,
Ka-j pesqi baxt lathèna droma,
Kana sare ćhave Rromenqëre siklǒna."
"Верујемо да Роми не умиру,
Усред гаџе се неће истопити,
Ка својој срећи наћи ће путеве
Када ће сва ромска деца учити"

## Публикације
- Manush, Leksa (1990). Valmiki's Ramayana: Romani/English translation (abridged) (на језику: енглески). Roma Publications. Приступљено 3. 4. 2022.
- Manush, Leksa; Neilands, Janis; Rudevics, Karlis; Manush, Leksa (1997). Ciganu-latviesu-anglu etimologiska vardnica (на језику: Latvian). Zvaigzne ABC. ISBN 978-9984-04-548-1. Приступљено 3. 4. 2022.
- Cigany bolcsodal: cigany koltok versei gyerekeknek (на језику: Hungarian). Mora. 1980. ISBN 978-963-11-1918-3. Приступљено 3. 4. 2022.
- Vlmiki, Manush, Leksa (1990). Ramayana (на језику: енглески). Roma Publications. Приступљено 3. 4. 2022.